# Lipstick Building
Il Lipstick Building, conosciuto anche come 53rd at Third, è un grattacielo di 138 metri e 34 piani situato al 885 Third Avenue tra la East 53rd Street e la 54th Street a Manhattan, New York. Il nome dell'edificio, progettato da Philip Johnson, è dovuto alla sua particolare forma e al colore: ricordano infatti un rossetto (in inglese lipstick).

## Descrizione
Il grattacielo, con la sua caratteristica pianta ellittica, spezza la rigida griglia ortogonale di Manhattan, divenendo uno dei più famosi di New York. Il suo architetto, Philip Johnson, lo definisce come "un edificio ovale in un ambiente rettangolare". L'edificio presenta tre arretramenti verso la punta, in modo da rispettare il regolamento edilizio vigente, che chiede di oscurare il meno possibile il suolo stradale. La pianta ellittica consente di lasciare libero uno spazio al pian terreno, sfruttato come area pubblica. La torre poggia alla base su delle colonne.
La struttura è stata realizzata in cemento armato; è composta da delle colonne interne all'edificio e da altre perimetrali, collegate tra loro da travi orizzontali. L'edificio è rivestito da un curtain wall, alternando fasce di finestre con infissi di colore grigio a fasce di granito smaltato rosso. Data la forma della facciata, il sole, colpendo quest'ultima, genera effetti ed illusioni ottiche assai particolari.